# Queso en aceite

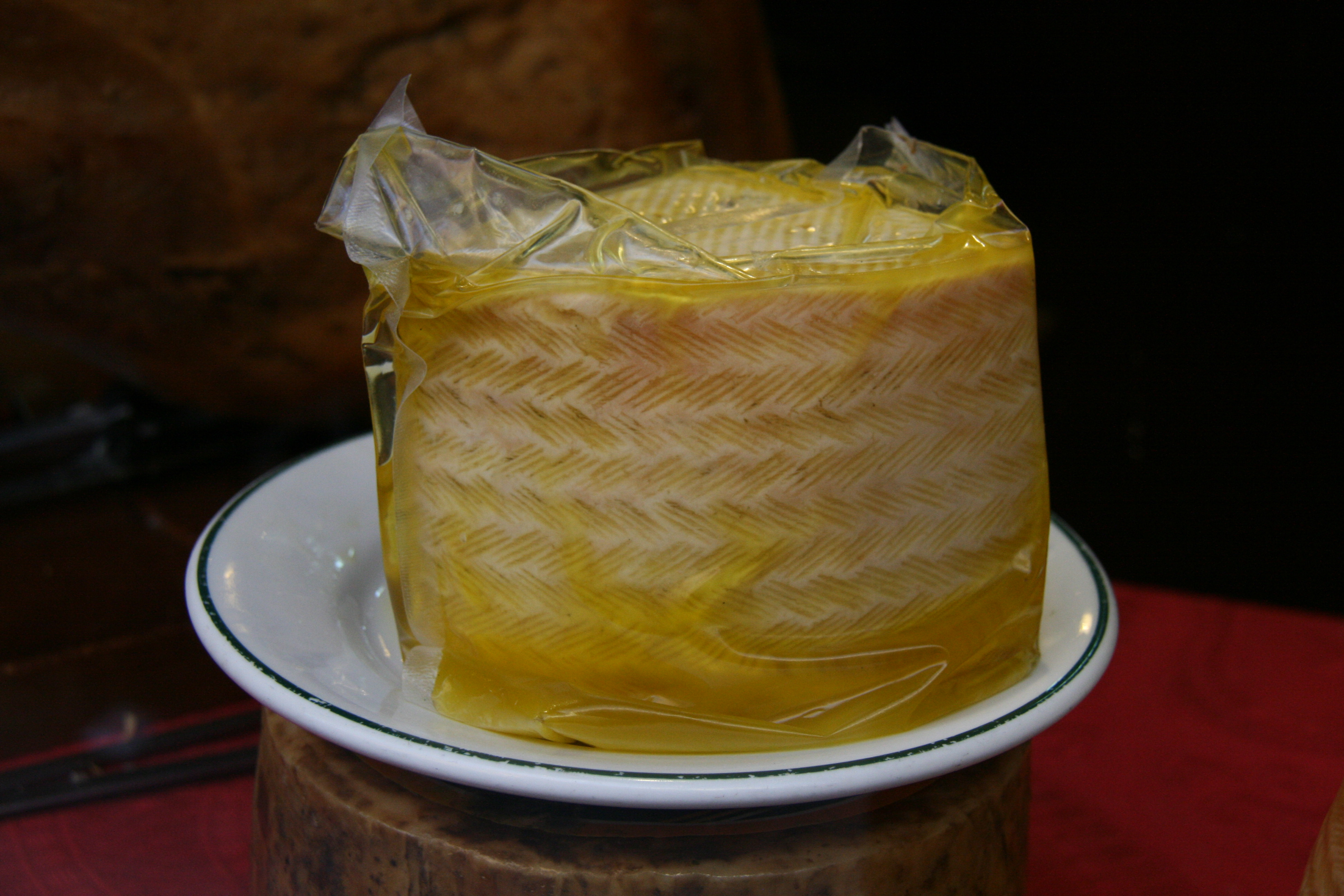
Queso de leche de oveja madurado en aceite, en una bolsa al vacío.

El queso curado en aceite (abreviadamente queso en aceite) es una técnica de conservación de quesos, que consiste en la inmersión de un queso en un medio graso. Suele emplearse en la mayoría de las ocasiones aceites, como el caso de algunos quesos españoles que emplean aceite de oliva (como el queso manchego). Los quesos empleados poseen previamente un cierto grado de maduración. Este queso suele servirse cortado en «tacos» y es habitual que se acopañe de un vino tinto, formando una tapa.

## Historia
En la cocina española esta preparación posee una gran solera, se trata de un alimento pastoril unido a las regiones donde tenía jurisdicción el Concejo de la Mesta. Es conocido de Cristóbal Colón incluyó el queso en aceite entre los alimentos que llevaría en la tripulación al Nuevo Mundo.

## Preparación
Por regla general suelen conservarse los quesos enteros en una orza de barro, en tinajas y demás recipientes de barro. En la actualidad existen recipientes en forma de bolsa de plástico que realizan la misma función. Debido a que la conserva en aceite a menudo es casera, en ciertas ocasiones se realiza en tarros de cristal. La producción casera suele cortar previamente el queso en tacos antes de sumergirlo en el aceite. Por regla general el queso empleado ya posee de inicio un curado. En ningún caso se emplean quesos frescos, debido a que el suero del queso reacciona con el aceite formando una especie de «babilla». En su mayoría se trata de quesos elaborados con leche de oveja, en alguna ocasión de leche de vaca y cabra.
En Castilla-La Mancha los quesos manchegos (de origen pastoril) suelen prepararse en aceite de oliva durante los meses de abril a octubre. En algunas partes de Aragón es habitual igualmente el uso de este método de conserva del queso. En Cuenca es habitual que los quesos se sumerjan en manteca en lugar de aceite de oliva.